# Драпа о йомсвикингах
Драпа о йомсвикингах (др.-сканд. Jómsvíkingadrápa) — драпа в честь разбитых йомсвикингов в битве при Хьёрунгаваге. Драпа написана Бьярни Кольбейнссоном, епископом оркнейским, приблизительно в 1222 году.